# اسکولته
اسکولته (به لاتین: Skulte) یک روستا در لتونی است که در شهرداری لیمباژی واقع شده‌است. اسکولته ۴۶۹ نفر جمعیت دارد.